# UFC 3: The American Dream
The Ultimate Fighting Championship III (später umbenannt in UFC 3: The American Dream) war eine Mixed-Martial-Arts-Veranstaltung der Ultimate Fighting Championship (UFC). Sie fand am 9. September 1994 im Grady Cole Center in Charlotte, North Carolina, Vereinigte Staaten statt und wurde als Pay-per-View ausgestrahlt.

## Hintergrund
UFC 3 wurde mit dem Format eines Acht-Mann-Turniers ausgetragen, dessen Sieger 60.000 US-Dollar erhielt. Im Turnier gab es keine Gewichtsklassen oder Gewichtslimits. Die einzelnen Kämpfe hatten wie schon bei UFC 1: The Beginning und UFC 2: No Way Out keine Zeitlimits oder Runden, daher waren auch keine Punktrichter anwesend. Ein Kampf konnte nur durch Aufgabe, Knockout, Technischen Knockout und erstmals durch Ringrichterentscheid entschieden werden. Ringrichter in jedem Kampf des Abends war John McCarthy.
Steve Jennum gewann das Turnier durch einen Sieg im Finale über Harold Howard. Jennum war lediglich als Ersatz für Ken Shamrock, der aufgrund einer Verletzung nicht mehr antreten konnte, ins Finale vorgedrungen, womit dies sein einziger Kampf des Abends war. Es war das erste Turnier der UFC, das nicht von Royce Gracie gewonnen wurde, da dieser vor seinem Halbfinale gegen Howard ebenfalls verletzungsbedingt ausgeschieden war.
Nachdem Jennum das Turnier als Ersatzmann gewonnen hatte, initiierte die UFC bei den folgenden Veranstaltungen alternative Qualifikations-Kämpfe und verhinderte damit den Vorteil eines möglicherweise einspringenden Ersatzkämpfers, zuvor ein oder zwei Kämpfe weniger absolviert zu haben.

## Ergebnisse
KO = Knockout; TKO = Technischer Knockout; SUB = Aufgabe durch Abklopfen.

### Übersicht
| Sieger         | Verlierer            | Methode | Zeit  |
| -------------- | -------------------- | ------- | ----- |
| Viertelfinale  |                      |         |       |
| Keith Hackney  | Emmanuel Yarborough  | TKO     | 01:59 |
| Ken Shamrock   | Christophe Leininger | SUB     | 04:49 |
| Harold Howard  | Roland Payne         | KO      | 00:46 |
| Royce Gracie 1 | Kimo Leopoldo        | SUB     | 04:40 |
| Halbfinale     |                      |         |       |
| Ken Shamrock   | Felix Mitchell 2     | SUB     | 04:34 |
| Finale         |                      |         |       |
| Steve Jennum 3 | Harold Howard        | SUB     | 01:27 |

### Turnierbaum
|  | Viertelfinale        | Viertelfinale |                  |       | Halbfinale | Halbfinale |  |  | Finale | Finale |
|  |                      |               |                  |       |            |            |  |  |        |        |
|  | Keith Hackney        | TKO           |                  |       |            |            |  |  |        |        |
|  | Emmanuel Yarborough  | 01:59         |                  |       |            |            |  |  |        |        |
|  | Emmanuel Yarborough  | 01:59         | Felix Mitchell 1 | 04:34 |            |            |  |  |        |        |
|  |                      |               | Felix Mitchell 1 | 04:34 |            |            |  |  |        |        |
|  |                      | Ken Shamrock  | SUB              |       |            |            |  |  |        |        |
|  | Ken Shamrock         | Ken Shamrock  | SUB              | SUB   |            |            |  |  |        |        |
|  | Ken Shamrock         |               |                  | SUB   |            |            |  |  |        |        |
|  | Christophe Leininger | 04:49         |                  |       |            |            |  |  |        |        |
|  |                      |               | Steve Jennum 3   | SUB   |            |            |  |  |        |        |
|  |                      | Harold Howard | 01:27            |       |            |            |  |  |        |        |
|  | Harold Howard        | KO            |                  |       |            |            |  |  |        |        |
|  | Roland Payne         | 00:46         |                  |       |            |            |  |  |        |        |
|  | Roland Payne         | 00:46         | Harold Howard    | 2     |            |            |  |  |        |        |
|  |                      |               | Harold Howard    | 2     |            |            |  |  |        |        |
|  |                      |               |                  |       |            |            |  |  |        |        |
|  | Royce Gracie         | SUB           |                  |       |            |            |  |  |        |        |
|  | Royce Gracie         | SUB           |                  |       |            |            |  |  |        |        |
|  | Kimo Leopoldo        | 04:40         |                  |       |            |            |  |  |        |        |